# Symplocos atroviolacea
Symplocos atroviolacea är en tvåhjärtbladig växtart som beskrevs av Elmer Drew Merrill, Amp; Chun och Hui Lin Li. Symplocos atroviolacea ingår i släktet Symplocos och familjen Symplocaceae. Inga underarter finns listade i Catalogue of Life.